# 李焻
李焻（？年—1641年），字洪著，又字元馭，號唐谷，福建泉州府晋江县人。明末政治人物。

## 生平
天啓元年（1621年）辛酉科福建乡试第四十名舉人，崇祯七年（1634年）甲戌科會試第十八名，廷試二甲第一名进士。吏部观政，六月授礼部祠祭司主事，九年任广东乡试主考官，同年十二月升儀制司员外郎，十一年改任兵科给事中，奉命出使册封江西建昌府益藩，归朝后于崇祯十三年升禮科右给事中。十四年升户科左，督饷江西，再往广东，至杭州病卒。墓在二都内塘乡。

## 家族
曾祖李璿，僉事；祖李繼芳，參議；父李仕林。